# Матіас Фрайгоф
Ма́тіас Фра́йгоф (фр. Matthias Freihof; нар. 25 листопада 1961, Плауен, Саксонія, НДР) — німецький актор та співак.

## Біографія
Матіас Фрайгоф народився 25 листопада 1961 року у місті Плауен, НДР. У дитинстві він навчався гри на флейті, гітарі та вокалу. У 1983-1987 роках Матіас навчався в акторській школі Ернста Буша у Берліні, по закінченні якої дебютував на сцені берлінського Театру ім. Максима Горького. У 1990-1992 роках відвідував майстер-класи співачки Гізели Май. Як актор Фрайгоф виступав у театрах Kleist Theater у Франкфурті (1987-1989), Volksbühne в Берліні (1989-1991) та працював театральним режисером у театрі Komödie в Дюссельдорфі. 
На початку 1990-х років виступав як співак і конферансьє в багатьох мюзиклах та шоу в Berliner Palast та Friedrichstadt-Palast та здійснив кілька гастрольних турів з власними програмами.
Матіас Фрайгоф знявся майже у 50-ти кіно-, телефільмах та серіалах, ставши всесвітньо відомим після виконання головної ролі у фільмі Гайнера Карова «Камінґ-аут», який отримав Срібного ведмедя на Берлінському кінофестивалі 1990 року.
У 2008 році Матіас Фрайгоф зіграв роль Генріха Гіммлера у фільм Браяна Сінгера «Операція "Валькірія"» з Томом Крузом у головній ролі.
У 2015 році Матіас Фрайгоф входив до складу міжнародного журі 45-го Київського міжнародного кінофестивалю «Молодість».

## Особисте життя
Матіас Фрайгоф є відкритим геєм.

## Фільмографія (вибіркова)
| Рік       |    | Українська назва                        | Оригінальна назва                        | Роль                     |
| --------- | -- | --------------------------------------- | ---------------------------------------- | ------------------------ |
| 1977      | с  | Інспектор Кресс                         | Der Alte                                 | Інго Орлак               |
| 1978      | с  | Спеціальна комісія                      | SOKO 5113                                | Георг фон Гайнманн       |
| 1981      | с  | Справа на двох                          | Ein Fall für zwei                        | Рюдігер Клейнерт         |
| 1989      | ф  | Камінґ-аут                              | Coming out                               | Філіп Кларман            |
| 1992      | с  | Марієнгоф                               | Marienhof                                | Борис Магнус             |
| 1996      | с  | Мона М                                  | Mona M. - Mit den Waffen einer Frau      | Франк                    |
| 1996      | с  | Спецзагін «Кобра»                       | Alarm für Cobra 11 - Die Autobahnpolizei | Йохен Зайферт            |
| 1997      | с  | Берегова охорана                        | Küstenwache                              | Юруно Фредерсен          |
| 1997—2002 | с  | Готель «Зірка»                          | Park Hotel Stern                         | Ден Нортон               |
| 1997      | ф  | Не любовна пісня                        | Not a Love Song                          | Карл                     |
| 1998      | с  | Усі друзі                               | In aller Freundschaft                    | Андреас Рейтер           |
| 1998—2008 | с  | Слідство веде Зіска                     | Siska                                    | Лоренц Віганд            |
| 2000      | ф  | Повернення на старт                     | Zurück auf Los!                          | Басть                    |
| 2001      | с  | Кримінальний кросворд                   | SOKO Leipzig                             | доктор Ґрое              |
| 2001      | тф | Віра Брюне                              | Vera Brühne                              | адвокат кубалек          |
| 2002      | ф  | Наці                                    | Führer Ex                                | офіцер Штазі             |
| 2004      | с  | СОКО Вісмар                             | SOKO Wismar                              | доктор Франк Ліндрут     |
| 2006—2007 | с  | Фахівці: Кримінальна поліція Майн Рейна | Die Spezialisten: Kripo Rhein-Main       | Лакі Шефер               |
| 2006      | тф | Ворони: чорна зграя                     | Die Krähen                               | Джаспер                  |
| 2007      | с  | Екстрений виклик: Околиця порту         | Notruf Hafenkante                        | доктор Бауер             |
| 2008      | ф  | Операція «Валькірія»                    | Valkyrie                                 | рейсхфюре Генріх Гіммлер |
| 2009      | с  | Штутгартське убивство                   | SOKO Stuttgart                           | Юрген Ширль              |
| 2010      | ф  | Перукарка                               | Die Friseuse                             | Міша                     |
| 2014      | ф  |                                         | Der Tropfen - Ein Roadmovie              | пастор Брюль             |
| 2014      | тф |                                         | Sprung ins Leben                         | доктор Томас Гофенберг   |

## Визнання
| Рік                         | Категорія               | Фільм      | Результат |
| --------------------------- | ----------------------- | ---------- | --------- |
| Кінофестиваль в Еберсвальде |                         |            |           |
| 1990                        | Найкращий молодий актор | Камінґ-аут | Перемога  |